# Ceratotrupes sturmi
Ceratotrupes sturmi är en skalbaggsart som beskrevs av Henri Jekel 1865. Ceratotrupes sturmi ingår i släktet Ceratotrupes och familjen tordyvlar. Inga underarter finns listade i Catalogue of Life.